# Orde van Nemanja
De Orde van Nemanja (Servisch: Орден Немање, Orden Nemanje) werd in 1998 ingesteld en ontleent haar naam aan de 12e-eeuwse Servische held Stefan Nemanja. Deze orde van verdienste heeft drie graden en wordt voor verdienste in de volksvertegenwoordiging en in de diplomatie verleend.

## Graden
- Eerste Graad of Grootkruis
- Tweede Graad of Grootofficier
- Derde Graad of Commandeur

Het lint van de orde is rood met blauwe strepen langs de kant.

## Versierselen
De gouden ster is achtpuntig met een vierkante gouden lijst met een rond portret van Stefan Nemanja in het midden. Op de horizontale en verticale armen zijn viermaal drie rood geëmailleerde cirkels afgebeeld. Op de rand van de lijst zijn vier kleine blauwe punten geplaatst.
Het kleinood is iets eenvoudiger dan de ster. Het is vierkant en heeft in plaats van stralen een brede zilveren rand. Het is met een verhoging in de vorm van een zilveren medaillon met daarop het Servische wapen (hier een dubbele adelaar zonder kroon) met het lint verbonden.
Orde van de Grote Joegoslavische Ster ·
Orde van de Joegoslavische Ster ·
Orde van de Joegoslavische Vlag ·
Orde van Vrijheid ·
Orde van Nationale Held ·
Orde van Held van de Socialistische Arbeid ·
Orde van Nationale Bevrijding ·
Orde van de Militaire Vlag ·
Partizanenster ·
Orde van de Republiek ·
Orde van Nationale Verdienste ·
Orde van Broederschap en Eenheid ·
Orde van het Volksleger ·
Orde voor Militaire Verdienste ·
Orde voor Dapperheid ·
Keten van de Orde van Joegoslavië ·
Orde van Verdienste van de Federale Republiek Joegoslavië ·
Orde van het Ridderzwaard ·
Orde van Nemanja ·
Orde van Njegoš ·
Orde van Vuk Karadžić ·
Orde van Tesla ·
Orde van de Arbeid ·
Orde van Dapperheid ·
Orde van Verdienste voor Defensie en Veiligheid
Zie ook: Ridderorden in Joegoslavië